# 7e régiment de cuirassiers « von Seydlitz » (régiment de cuirassiers magdebourgeois)
Pour les articles homonymes, voir 7e régiment.

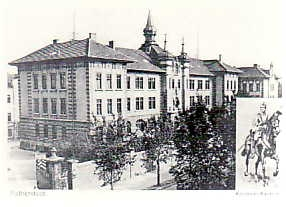
Caserne des cuirassiers à Halberstadt

Le 7e régiment de cuirassiers « von Seydlitz » (régiment de cuirassiers magdebourgeois) est une unité de cavalerie de l'armée prussienne. Il est nommé d'après Friedrich Wilhelm von Seydlitz, général de cavalerie sous le roi Frédéric II de Prusse.

## Histoire

### Formation
Avec l'ordre du cabinet la plus élevée (AKO) du 7 mars 1815 (jour de la fondation), il est ordonné la création d'un régiment de cuirassiers. Pour ce faire, le 1er escadron du régiment de cuirassiers de Prusse-Orientale, le 2e escadron du régiment de cuirassiers de Silésie et le 3e escadron du régiment de cuirassiers de Brandebourg doivent être cédés. Par la suite, il est renforcé par l'augmentation des effectifs pour atteindre son effectif théorique.
La nouvelle unité est nommée 4e régiment de cuirassiers et est initialement stationné à Landsberg-sur-la-Warthe et à Driesen. À partir du 17 septembre 1817, le régiment prend comme ville de garnison Halberstadt et les 1er et 4e escadrons Quedlinbourg. Le premier commandant est le major von Koschembahr.
À la suite de plusieurs changements de nom, le régiment reçoit les noms suivants au fil des ans :
- le 27 mai 1819 : 7e régiment de cuirassiers (régiment de cuirassiers magdebourgeois)
- le 10 mars 1823 : 7e régiment de cuirassiers
- le 4 juillet 1860 : 7e régiment de cuirassiers magdebourgeois
- Le 27 janvier 1889 : 7e régiment de cuirassiers « von Seydlitz » (régiment de cuirassiers magdebourgeois)

### Guerres napoléoniennes
Dans la guerre contre la France napoléonienne en 1815, le régiment participe, mais n'est impliqué dans aucune activité majeure.

### Révolution de Mars
À l'occasion de la répression des troubles civils, le régiment est déployé à Aschersleben.

### Guerre austro-prussienne
Pendant la guerre contre l'Autriche, le régiment entre en Bohême en 1866 et participe à la bataille de Sadowa.

### Guerre franco-prussienne
Le 16 août 1870, pendant la guerre franco-prussienne, le régiment chevauche avec le 16e régiment d'uhlans et le 19e régiment de dragons lors de l'attaque de la bataille de Mars-la-Tour (appelée à l'époque la chevauchée de la mort de la brigade Bredow ou chevauchée de la mort de Mars-la-Tour) et enregistre de lourdes pertes avec 72 morts et 98 blessés.
Le porte-drapeau de cette attaque est le sergent Wilhelm Rahmsdorf (de), il est représenté sur le monument de la victoire de Quedlinbourg (de) en 1895 comme une sculpture équestre grandeur nature. C'est la première fois qu'un simple soldat est représenté comme une sculpture équestre.

### Première Guerre mondiale
Au début de la Première Guerre mondiale, le régiment participe aux batailles frontalières en Belgique neutre après avoir quitté le pays. Puis il participe à la bataille de la Marne et se replie derrière l'Aisne. À partir de l'automne 1914, il se déplace sur le front de l'Est avec des combats en Pologne russe, en Courlande, en Lituanie et en Roumanie jusqu'au début de 1917. Au début de 1917, il se déplace vers l'ouest et abandonne ses chevaux, le régiment perd son statut de cavalerie et se transforme en régiment de tirailleurs de cavalerie. Il combat dans la guerre de tranchées en Belgique et en Lorraine jusqu'en avril 1918. Ensuite, il combat dans la guerre des tranchées en Flandre et dans la ligne Siegfried.

### Après-guerre
Après la fin de la guerre, le régiment arrive le 19 décembre 1918 à Halberstadt, où il est démobilisé et dissout. À partir des restes de l'unité, une formation de volontaires est constituée pour prendre part aux combats contre les insurgés polonais dans les pays baltes.
Cette troupe est ensuite incorporée dans le 10e régiment` de cavalerie de la Reichswehr provisoire et déménage à Torgau en mars 1920.
La tradition est reprise dans la Reichswehr par le 1er escadron du 10e régiment (prussien) de cavalerie à Torgau.

## Chef de régiment

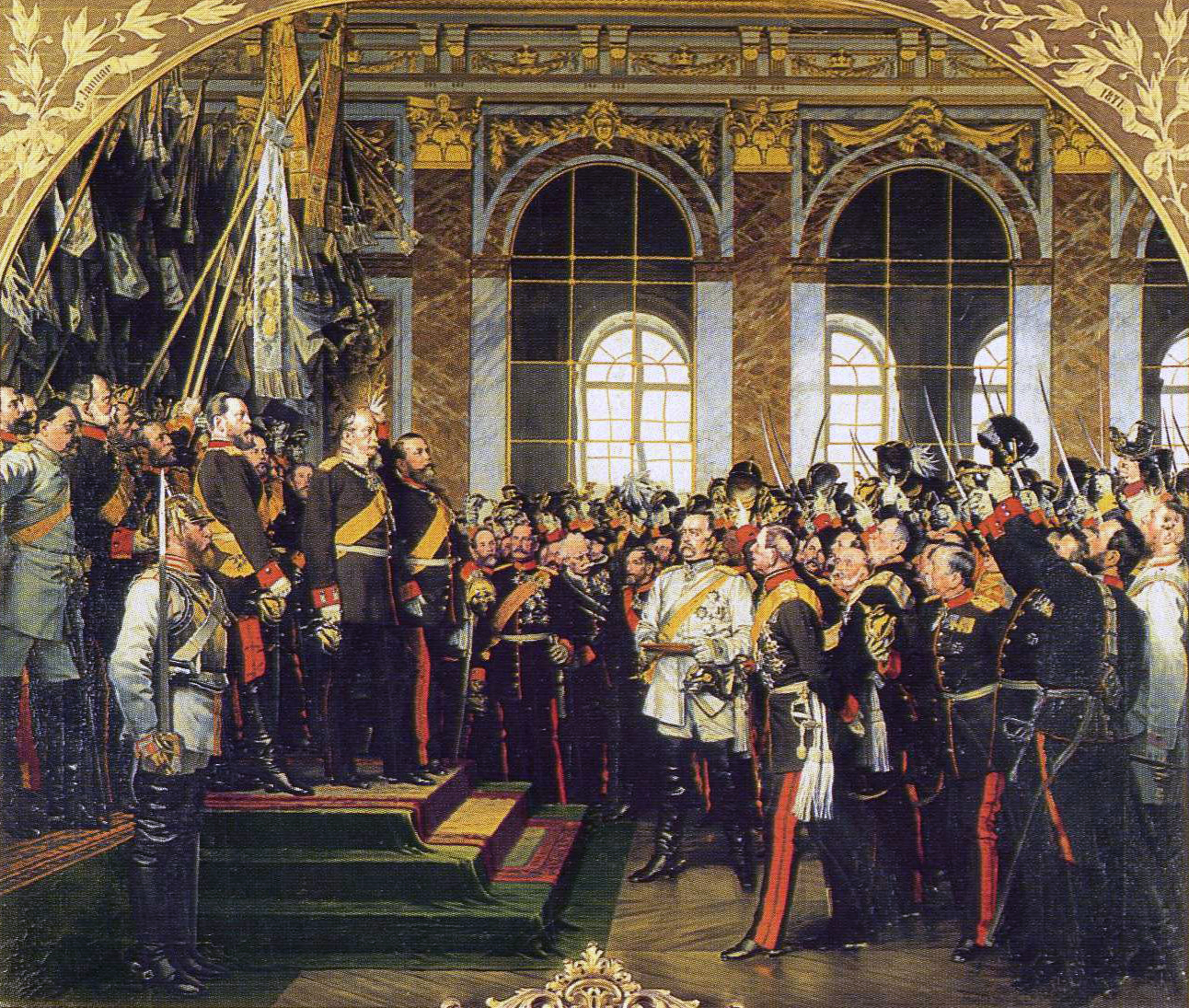
Peinture d'Anton von Werner : Proclamation La peinture Anton von Werner de 1885, La Proclamation de l'Empire allemand, montre Bismarck dans l'uniforme de parade blanc de son régiment

Le premier chef du régiment est depuis le 13 janvier 1823 le grand-prince de Russie Michel Pavlovitch de Russie. Après sa mort, le roi Frédéric-Guillaume IV nomme Ernest II de Saxe-Cobourg et Gotha en tant que nouveau chef du régiment. Cette position passe le 1er avril 1894 au prince Otto von Bismarck, qui est à la suite du régiment depuis le 18 octobre 1868.

## Commandants
| Grade                       | Nom                                       | Date                                                    |
| --------------------------- | ----------------------------------------- | ------------------------------------------------------- |
| Major/Oberstleutnant/Oberst | Leopold Ernst Gustav von Koschembahr (de) | 29 mars 1815 au 26 mars 1831                            |
| Major                       | Hans von Sydow (de)                       | 30 mars 1831 au 9 février 1832 (chargé de la direction) |
| Major                       | Hans von Sydow                            | 10 février au 29 mars 1832                              |
| Major                       | Karl Stein von Kaminski (de)              | 30 mars au 6 juin 1832 (chargé de la direction)         |
| Major/Oberstleutnant/Oberst | Ludwig von Rollaz du Rosey                | 7 juin 1832 au 12 août 1834                             |
| Major/Oberstleutnant        | August von Beyer (de)                     | 15 août 1834 au 5 janvier 1836 (chargé de la direction) |
| Oberstleutnant/Oberst       | August von Beyer                          | 6 janvier 1836 au 6 avril 1842                          |
| Oberstleutnant/Oberst       | Karl von Willisen (de)                    | 7 avril 1842 au 10 juin 1846                            |
| Major/Oberstleutnant        | Gebhard Truchseß zu Waldburg              | 11 juin 1846 au 13 octobre 1848                         |
| Major/Oberstleutnant/Oberst | Ferdinand von Schlippenbach (de)          | 14 octobre 1848 au 10 mars 1852                         |
| Major/Oberstleutnant/Oberst | Wilhelm Messerschmidt von Arnim (de)      | 11 mars 1852 au 19 juillet 1854                         |
| Oberstleutnant/Oberst       | Gustav von Heydebrand und der Lasa        | 25 juillet 1854 au 24 juillet 1859                      |
| Oberstleutnant/Oberst       | Gustav von Langenn                        | 25 juillet 1859 au 6 avril 1863                         |
| Major/Oberstleutnant/Oberst | Hiob von Hontheim                         | 7 avril 1863 au 17 juin 1869                            |
| Oberst                      | Emil von Albedyll                         | 24 juin au 20 octobre 1869                              |
| Major/Oberstleutnant/Oberst | Karl von Larisch                          | 21 octobre 1869 au 14 juin 1875                         |
| Oberstleutnant              | Karl von Burgsdorff                       | 15 juin 1875 au 7 mai 1880                              |
| Oberstleutnant/Oberst       | Wilhelm Schmidt von Osten                 | 13 mai 1880 au 14 juillet 1886                          |
| Oberstleutnant/Oberst       | Albert Reichlin von Meldegg               | 15 juillet 1886 au 15 janvier 1890                      |
| Oberstleutnant              | Curt von Rundstedt                        | 16 janvier 1890 au 16 juin 1893                         |
| Oberstleutnant/Oberst       | Carl von Klinkowström                     | 17 juin 1893 au 16 juin 1897                            |
| Oberstleutnant/Oberst       | Hans zu Schoenaich-Carolath               | 17 juin 1897 au 15 juin 1901                            |
| Oberstleutnant              | Heinrich von Schuckmann                   | 16 juin 1901 au 13 novembre 1903                        |
| Oberstleutnant/Oberst       | Leo von Kramsta                           | 14 novembre 1903 au 19 mars 1906                        |
| Oberstleutnant/Oberst       | Fritz von Werdeck                         | 20 mars 1906 au 16 mai 1910                             |
| Oberst                      | Paul Seiffert                             | 17 mai 1910 au 30 septembre 1912                        |
| Oberstleutnant/Oberst       | Alexander Heydemann                       | 1 octobre 1912 au 17 septembre 1914                     |
| Major                       | William von Günther                       | 18 septembre 1914 au 20 février 1918                    |
| Oberstleutnant              | Axel von Wachtmeister                     | 21 février 1918 au 25 mai 1919                          |

## Uniforme
Jusqu'en 1912, un roller blanc et un pantalon de démarrage blanc sont également portés sur le terrain. Les officiers sont équipés d'épaulettes, les sous -officiers et les hommes d'épaulettes. Il y a aussi des bottes de cuirassier noires (appelées bottes de canon) et le casque de cuirassier en métal poli avec des décorations en laiton et une bandoulière blanche avec une cartouche noire. La couleur de l'insigne est jaune citron. Une cuirasse en métal blanc en deux parties est également mise pour les défilés. Pour le service normal, les cuirassiers portent une tunique bleu foncé. En tant qu'uniforme de la société, celui-ci est équipé d'épaulettes et de franges pour les officiers. Cela comprend une casquette à visière blanche avec une bordure jaune citron.
Les galons, les boutons et les volants sont de couleur argentée.
Déjà ordonné par l'A.K.O. du 14 février 1907 et introduit progressivement à partir de 1909/1, l'uniforme coloré est remplacé pour la première fois par l'uniforme de service sur le terrain gris (M 1910) à l'occasion de la manœuvre impériale de 1913. Celui-ci ressemble entièrement à l'uniforme de paix. Le cuir et les bottes sont de couleur marron naturel, le casque est recouvert d'un tissu de couleur écaille. Le ruban et le cartouche ne sont plus portés avec cet uniforme.